# Municipio de South Galloway
El municipio de South Galloway (en inglés: South Galloway Township) es un municipio ubicado en el condado de Christian en el estado estadounidense de Misuri. En el año 2010 tenía una población de 2031 habitantes y una densidad poblacional de 16,51 personas por km².

## Geografía
El municipio de South Galloway se encuentra ubicado en las coordenadas 36°51′21″N 93°16′14″O / 36.85583, -93.27056. Según la Oficina del Censo de los Estados Unidos, el municipio tiene una superficie total de 123.05 km², de la cual 123,04 km² corresponden a tierra firme y (0,01 %) 0,01 km² es agua.

## Demografía
Según el censo de 2010, había 2031 personas residiendo en el municipio de South Galloway. La densidad de población era de 16,51 hab./km². De los 2031 habitantes, el municipio de South Galloway estaba compuesto por el 96,95 % blancos, el 0,25 % eran afroamericanos, el 0,39 % eran amerindios, el 0,05 % eran asiáticos, el 0,74 % eran de otras razas y el 1,62 % eran de una mezcla de razas. Del total de la población el 2,26 % eran hispanos o latinos de cualquier raza.